# Оседлать волну
«Оседлать волну» (англ. Run the Tide) — драматический фильм режиссёра Сохама Мехты с Тейлором Лотнером в главной роли.

## Сюжет
На протяжении шести лет Рэймунд заботился о младшем брате Оливере, пока их мать Лола отбывала наказание в тюрьме за наркоторговлю. Незадолго до выхода она рассказывает Рэймунду о планах взять под свою опеку Оливера. В целях защиты мальчика, Рэй отказывает Лоле и забирает брата с собой в Калифорнию. В надежде найти своего младшего сына, мать обращается за поддержкой к бывшему мужу.

## В ролях
| Актёр             | Роль             |
| ----------------- | ---------------- |
| Тейлор Лотнер     | Рэймунд Хайтауэр |
| Никос Кристу      | Оливер Хайтауэр  |
| Констанс Зиммер   | Лола Хайтауэр    |
| Джоанна Э. Брэдди | Мишель Бради     |
| Кенни Джонсон     | Бо               |
| Раджив Шах        | Бастер           |
| Нишель Хайнс      | секретарь        |
| Дэвид Баррера     | ТиДжей           |
| Дерек Крантц      | Майкл            |
| Роми Диас         | Анджела          |
| К.С. Клайд        | Дэйв             |

## Номинации и награды
- 2013 — сценарий фильма получил приз жюри Project Catalist Азиатско-тихоокеанского кинофестиваля в Лос-Анджелесе[1][2]